# Verrucosa scapofracta
Verrucosa scapofracta Lise, Kesster & Silva, 2015 è un ragno appartenente alla famiglia Araneidae.

## Etimologia
Il nome della specie deriva dallo scapo, che è la parte terminale dell'epigino femminile e dall'aggettivo latino fractus, che significa rotto, spezzato; si riferisce alla condizione in cui lo scapo si rompe di netto alla base.

## Caratteristiche
L'olotipo femminile rinvenuto ha lunghezza totale è di 10,50mm; la lunghezza del cefalotorace è di 4,00mm; e la larghezza è di 3,50mm.

## Distribuzione
La specie è stata reperita nel Brasile meridionale: l'olotipo femminile è stato rinvenuto nei pressi di Potreiro Velho, nel territorio del comune di São Francisco de Paula, appartenente allo stato di Rio Grande do Sul.

## Tassonomia
Al 2015 non sono note sottospecie e non sono stati esaminati nuovi esemplari.